# Jürgen Jost
Jürgen Jost (* 9. Juni 1956 in Münster) ist ein deutscher Mathematiker. Er ist seit 1996 Direktor am Max-Planck-Institut für Mathematik in den Naturwissenschaften in Leipzig.

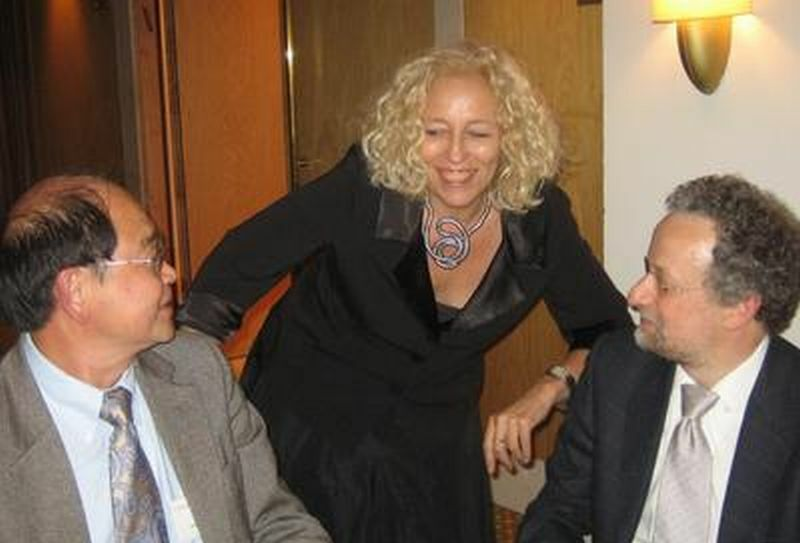
Jürgen Jost (rechts) 2008 mit Yum-Tong Siu und Mina Teicher

## Leben und Wirken
Nach dem Abitur am Gymnasium Zitadelle in Jülich und dem 1975 begonnenen Studium der Mathematik, Physik, Ökonomie und Philosophie wurde Jürgen Jost 1980 an der Universität Bonn bei Stefan Hildebrandt promoviert. Im Jahre 1984 habilitierte er sich an der Universität Bonn auf dem Gebiet der Mathematik.
Nach seiner Habilitation übernahm Jost an der Ruhr-Universität Bochum den Lehrstuhl für Mathematik X, Analysis.
In dieser Zeit war er Koordinator des Vorhabens „Stochastische Analysis und Systeme mit unendlich vielen Freiheitsgraden“ im Rahmen des Sonderforschungsbereichs 237, das von Juli 1987 bis Dezember 1996 durchgeführt wurde. Für seine Arbeiten erhielt er 1993 den Gottfried-Wilhelm-Leibniz-Preis der Deutschen Forschungsgemeinschaft.
Seit 1996 ist er Direktor und wissenschaftliches Mitglied am Max-Planck-Institut für Mathematik in den Naturwissenschaften in Leipzig. Damit folgte er nach mehr als 10-jähriger Arbeit in Bochum dem Angebot des Max-Planck-Instituts, um „neue Forschungsprobleme im Grenzbereich zwischen Mathematik und den Naturwissenschaften anzupacken und gleichzeitig die mathematische Forschung in Deutschland insbesondere in den Bereichen der Geometrie und Analysis zu fördern“. In Leipzig wurde er 1998 auch Honorarprofessor an der Universität Leipzig. 2002 initiierte er dort mit zwei weiteren Wissenschaftlern des Max-Planck-Instituts das Interdisziplinäre Zentrum für Bioinformatik (IZBI). 1999 gründete er das Journal of the European Mathematical Society.
1986 war Jost Invited Speaker auf dem Internationalen Mathematikerkongress in Berkeley (Two dimensional geometric variational problems). Er ist Fellow der American Mathematical Society.

## Forschungsgebiete
Seine Forschungsinteressen richten sich auf die Gebiete:
- Komplexe dynamische Systeme
- neuronale Netze
- Kognitive Strukturen und theoretische Neurobiologie
- Riemannsche Geometrie und geometrische Analysis
- Variationsrechnung und partielle Differentialgleichungen der mathematischen Physik
- Kognitionstheorie
- Theoretische Biologie
- Geometrie
- Analysis
- Mathematische Physik

## Ehrungen und Mitgliedschaften
- seit 1996 Direktor und Wissenschaftliches Mitglied am Max-Planck-Institut für Mathematik in den Naturwissenschaften in Leipzig,
- seit 1998 Mitglied der Akademie der Wissenschaften und der Literatur, Mainz[3]
- seit 2001 Mitglied der Sächsischen Akademie der Wissenschaften in Leipzig
- seit 2002 Mitglied der Deutschen Akademie der Naturforscher Leopoldina[4]
- Externes Fakultätsmitglied des Santa Fe Institute für Komplexitätswissenschaft in New Mexico, USA
- 2023 Ehrendoktorwürde der Vietnamesischen Akademie der Wissenschaften und Technologie[5]

## Veröffentlichungen
- Harmonic mappings between Riemannian manifolds, ANU-Press, Canberra, 1983
- Harmonic maps between surfaces, Springer LNM 1062, 1984, ISBN 978-3-540-13339-1, doi:10.1007/BFb0100160
- Nonlinear methods in complex geometry, Birkhäuser, Basel, Boston, Reihe: DMV-Seminare, Bd. 10, 1988; 2. Auflage 1991
- Two dimensional geometric variational problems, Wiley-Interscience, Chichester, 1991, ISBN 978-0-471-92839-3
- Differentialgeometrie und Minimalflächen, Springer, 1994; 2. Auflage 2007 (mit J.-H. Eschenburg), ISBN 978-3-540-22227-9, doi:10.1007/978-3-540-68293-6
- Riemannian Geometry and Geometric Analysis, Springer, 1995; 7. Auflage 2017, ISBN 978-3-319-61859-3, doi:10.1007/978-3-319-61860-9
- Compact Riemann Surfaces, Springer, 1997; 3. Auflage 2006, ISBN 978-3-540-33065-3, doi:10.1007/978-3-540-33067-7
- Postmodern Analysis, Springer, 1905, 3. Auflage 2005, ISBN 978-3-540-25830-8, doi:10.1007/3-540-28890-2
- A mathematical introduction to string theory - variational problems, geometric and probabilistic methods (mit S. Albeverio, S. Paycha und S. Scarlatti), London Math. Soc., Lecture Note Series 225, Cambridge Univ. Press, 1997, ISBN 978-0-521-55610-1
- Calculus of Variations (mit X. Li-Jost), Cambridge Univ. Press, 1998, ISBN 978-0-521-05712-7
- Nonpositive curvature: Geometric and analytic aspects, (Lectures in mathematics: ETH Zürich), Birkhäuser-Verlag, Basel, 1997, ISBN 978-3-7643-5736-8
- Partielle Differentialgleichungen, Springer, 1998, ISBN 978-3-540-64222-0, doi:10.1007/978-3-642-58888-4
- Bosonic Strings: A mathematical treatment, AMS International Press, 2001
- Partial Differential Equations, Springer, 2002, 3. Auflage 2013, ISBN 978-1-4614-4808-2, doi:10.1007/978-1-4614-4809-9
- Dynamical Systems. Examples of Complex Behaviour, Springer, 2005, ISBN 978-3-540-22908-7, doi:10.1007/3-540-28889-9
- Geometry and Physics, Springer, 2009, ISBN 978-3-642-00540-4, doi:10.1007/978-3-642-00541-1
- Mathematical Concepts, Springer 2015
- mit Nihat Ay, Hông Vân Lê, Lorenz Schwachhöfer: Information Geometry, Ergebnisse der Mathematik und ihrer Grenzgebiete, Springer 2016
- Biologie und Mathematik, Springer Spektrum 2019
- Leibniz und die moderne Naturwissenschaft, Springer 2019
- Algebraische Strukturen. Eine kurze Einführung, Springer 2019
- Spektren, Garben, Schemata. Eine kurze Einführung, Springer 2019
- Kategorientheorie. Eine kurze Einführung, Springer 2019
- mit Guillermo Restrepo: The Evolution of Chemical Knowledge, Springer 2022
- mit Parvaneh Joharinad: Mathematical Principles of Topological and Geometric Data Analysis, Springer 2023
- mit Jan Frercks: Lavoisier, Springer 2023